# Adamantinia miltonioides
Adamantinia miltonioides – gatunek roślin z monotypowego rodzaju Adamantinia z rodziny storczykowatych (Orchidaceae). Rośliny są endemitami Brazylii Południowo-Wschodniej.
Znane są tylko dwa udokumentowane znaleziska tych roślin. Jednym jest fotografia zrobiona kwitnącej roślinie na małym drzewie na urwisku na wysokości 1400 metrów. Drugą jest opisana przez odkrywców roślina rosnąca na drzewie na wysokości 950 m. Obie lokalizacje były bardzo eksponowane na wiatr i cechowały się suchym okresem zimowym.

## Systematyka
Gatunek sklasyfikowany do podplemienia Laeliinae w plemieniu Epidendreae, podrodzina epidendronowe (Epidendroideae), rodzina storczykowate (Orchidaceae), rząd szparagowce (Asparagales) w obrębie roślin jednoliściennych.